# کاتسمور، روتلند
کاتسمور (به انگلیسی: Cottesmore) یک روستا و محله مدنی در بریتانیا است که در راتلند واقع شده‌است. کاتسمور ۲٬۰۶۲ نفر جمعیت دارد.